# B1 TV
B1 TV este un post de televiziune din România lansat în anul 2001 ca post generalist și transformat în 2011 într-un canal de știri și publicistică. B1 TV emite 24 de ore din 24, la nivelul întregii țări.

## Distribuție și acoperire
În prezent, B1 TV este distribuit în toate rețelele de cablu analogic și digital – acoperire teritorială de 92%. Emite prin satelit la nivelul întregii țări.

## Istoric
B1 TV a fost lansat pe 22 decembrie 2001, înaintea lui Etno TV ca un post regional generalist pentru București iar din 8 mai 2002 a devenit un post național. În 2004, News Corporation a achiziționat 12,5% din pachetul de acțiuni al postului.
Principala emisiune a postului prin care acesta s-a impus pe piața din România, a fost încă de la începutul emisiei talk-show-ul "NAȘUL", moderat de Radu Moraru, care a devenit cel mai urmărit talk show din România în 2007. Radu Moraru s-a transferat la RCS la sfârșitul lui 2010, în prezent având propria televiziune Nașul TV.
În 2010, licența audiovizuală pentru serviciile de programe cu denumirea „B1 TV” a fost preluată de compania SC B1 TV Channel SRL. Acționariatul B1 TV Channel este format din Sorin Oancea (50%), fost director general al televiziunii de știri Antena 3 și SC News Television (România) SRL (50%), ca persoană juridică. Reprezentantul legal al companiei B1 TV Channel este Sorin Oancea, director general al B1 TV.
Relansarea postului B1 TV, ca televiziune de tip infotainment, a avut loc pe 17 martie 2011. În mai 2011, CNA a prelungit cu nouă ani licența B1 TV. Pe 27 septembrie 2011, B1 TV a fost transformat într-o televiziune de știri și publicistică, format în care emite și în prezent.
La data de 8 mai 2021 B1 TV și-a schimbat logo-ul și grafica și a trecut la formatul HD.
Din data de 21 mai 2021, varianta HD este disponibilă în grila INES. De pe data de 2 noiembrie 2021, varianta HD este disponibilă și în grila operatorului Orange România, iar de pe data de 20 decembrie 2021, varianta HD este disponibilă și în grila operatorului RCS & RDS. Varianta HD este disponibilă din data de 15 martie 2022 și în grila operatorului Vodafone România.

Logo-uri
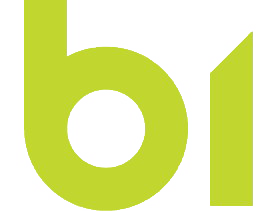
2007-2011
2011-2014 (primar); 2014-7 mai 2021 (secundar)
2014-2016
2016-2018
2018-7 mai 2021

## Emisie
Prima emisie a postului B1 TV în noua formulă a avut loc pe 17 martie 2011, la ora 20:00, cu un jurnal prezentat de jurnalista Sanda Nicola.
Pe 27 septembrie 2011, B1 TV și-a propus să emită un format de «news and current affairs», care presupune zilnic un număr semnificativ de ore de programe de știri și dezbateri axate pe actualitate. Noul proiect editorial, presupune creșterea producției proprii la 74% (față de 70,50%), scăderea producțiilor audiovizuale ale altor producători la 26% (față de 29,50%).
Jurnalele de știri de la B1 TV sunt difuzate zilnic, de luni până vineri, aproape din oră în oră. 

## Emisiuni
- Știrile B1
- Meteo B1
- Special B1
- Talk B1
- "360 de Grade" cu Alina Bădic
- "Bună, România!" cu Radu Buzăianu și Răzvan Zamfir
- "News Pass" cu Laura Chiriac
- "Condamnații" cu Andriana Stoicescu
- "Check Media" cu Răzvan Munteanu
- "Hai cu noi"
- "Drumurile noastre" cu Ștefan Etveș
- "Politica Zilei" cu Ioana Constantin
- "Fărădelege" cu Adriana Stoicescu
- "Doctorul" cu Adrian Vochin
- "Se întâmplă acum" cu Tudor Barbu